# ایهالا آتورالیا
ایهالا آتورالیا (به لاتین: Ihala Aturaliya) یک منطقهٔ مسکونی در سری‌لانکا است که در استان جنوبی (سری‌لانکا) واقع شده‌است.